# Список призёров зимних Олимпийских игр 1984

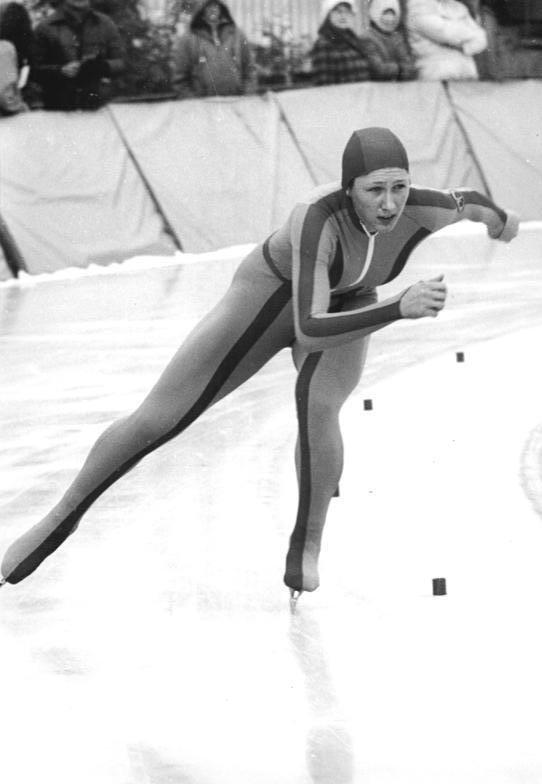
Карин Энке — конькобежка из ГДР, одна из трёх спортсменов, выигравших четыре медали на зимних Олимпийских играх 1984 года

Ниже представлен список всех призёров зимних Олимпийских игр 1984 года, проходивших в югославском городе Сараево (ныне Босния и Герцеговина) с 8 по 19 февраля 1984 года. Всего в соревнованиях приняли участие 1272 спортсмена — 998 мужчин и 274 женщины, представлявшие 49 стран (национальных олимпийских комитетов). Было разыграно 39 комплектов наград в 10 дисциплинах 6 олимпийских видов спорта. По сравнению с играми 1980 года в олимпийскую программу была добавлена новая дисциплина — женская лыжная гонка на дистанцию 20 км. В качестве показательного вида соревнований на играх в Сараево впервые были представлены паралимпийские горные лыжи.
117 медалей, разыгрываемых на этих Олимпийских играх, завоевали спортсмены из 17 стран. 25 медалей выиграли представители сборной СССР, заняв первое место по количеству медалей в общем зачёте, опередив ГДР с 24 медалями и Финляндию с 13 медалями. По количеству золотых медалей представители ГДР превзошли СССР: спортсмены из Восточной Германии выиграли 9 золотых медалей против 6 советских. По 4 золотых медали выиграли спортсмены из США, Финляндии и Швеции. Представители Югославии сумели завоевать первую в истории страны медаль на зимних Олимпийских играх — горнолыжник Юре Франко выиграл серебро в гигантском слаломе.
Американский горнолыжник Фил Маре, завоевавший серебряную медаль на Олимпиаде 1980 года, в этот раз победил в слаломе, второе место в этой же дисциплине занял его брат-близнец Стив Маре. В биатлоне норвежец Эйрик Квальфосс и представитель ФРГ Петер Ангерер выиграли по три медали — по одной каждого достоинства. В лыжных гонках успешно проявили себя представители стран Северной Европы: из 24 разыгрываемых медалей ими были завоеваны 17, восемь наград достались спортсменам из Финляндии, пять шведам и четыре норвежцам. Финская лыжница Марья Лийса Хямяляйнен выиграла 4 медали, включая три золотых в индивидуальных дисциплинах, показав лучший результат среди всех спортсменов на этой Олимпиаде. В мужских лыжных гонках 4 медали, включая две золотые, выиграл швед Гунде Сван. В женском одиночном фигурном катании представительница ГДР Катарина Витт завоевала золотую медаль, победив действующую чемпионку мира американку Розалин Самнерс. Британская танцевальная пара Джейн Торвилл—Кристофер Дин выиграла золотую медаль, получив все девять оценок 6,0 за артистизм в произвольной программе. Это был первый в истории Олимпиады случай, когда в соревнованиях танцевальных пар победила пара не из Советского Союза.
В хоккейном турнире победу одержала сборная СССР, которая выиграла семь матчей Олимпиады из семи. В соревнованиях по бобслею успешно выступили спортсмены из ГДР, завоевавшие золото и серебро как в двойках, так и в четвёрках. Вольфганг Хоппе и Дитмар Шауэрхаммер стали двукратными олимпийскими чемпионами, Бернхард Леман и Богдан Музиоль выиграли по два серебра. Помимо этого, представители Восточной Германии выиграли 9 из 12 возможных наград в женских конькобежных дисциплинах. Четыре из этих медалей завоевала Карин Энке, три награды выиграла её конкурентка — Андреа Шёне. Канадский конькобежец Гаэтан Буше выиграл три из четырёх медалей своей сборной на этой Олимпиаде, включая два золота.

## 

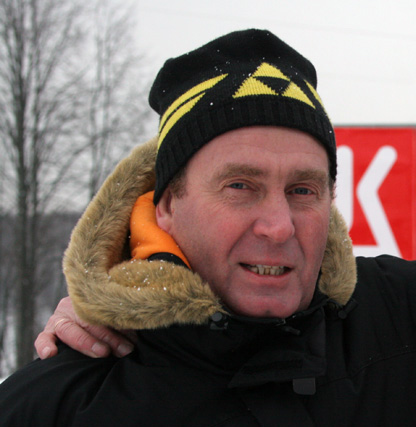
Советский лыжник Николай Зимятов выиграл золото в гонке на 30 км и серебро в эстафете

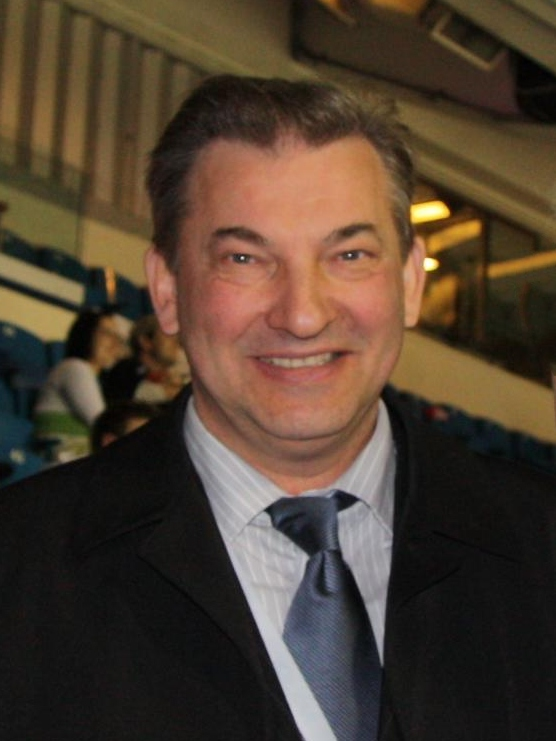
Владислав Третьяк завоевал третье олимпийское золото в составе сборной СССР

## Биатлон
| Соревнование                 | Золото                                                                        | Серебро                                                                   | Бронза                                                            |
| ---------------------------- | ----------------------------------------------------------------------------- | ------------------------------------------------------------------------- | ----------------------------------------------------------------- |
| Мужская индивидуальная гонка | Петер Ангерер (FRG)                                                           | Франк-Петер Рёч (GDR)                                                     | Эйрик Квальфосс (NOR)                                             |
| Мужской спринт               | Эйрик Квальфосс (NOR)                                                         | Петер Ангерер (FRG)                                                       | Маттиас Якоб (GDR)                                                |
| Мужская эстафета             | СССР: - Дмитрий Васильев - Юрий Кашкаров - Альгимантас Шална - Сергей Булыгин | Норвегия: - Одд Лирхус - Эйрик Квальфосс - Рольф Сторсвеен - Хьелль Сёбак | ФРГ: - Эрнст Райтер - Вальтер Пихлер - Петер Ангерер - Фриц Фишер |

## Бобслей
| Соревнование     | Золото                                                                        | Серебро                                                             | Бронза                                                                          |
| ---------------- | ----------------------------------------------------------------------------- | ------------------------------------------------------------------- | ------------------------------------------------------------------------------- |
| Мужчины-двойки   | ГДР: - Вольфганг Хоппе - Дитмар Шауэрхаммер                                   | ГДР: - Бернхард Леман - Богдан Музиоль                              | СССР: - Зинтис Экманис - Владимир Александров                                   |
| Мужчины-четвёрки | ГДР: - Вольфганг Хоппе - Роланд Ветциг - Дитмар Шауэрхаммер - Андреас Кирхнер | ГДР: - Бернхард Леман - Богдан Музиоль - Инго Фоге - Эберхард Вайзе | Швейцария: - Сильвио Джобеллина - Хайнц Штетлер - Урс Зальцман - Рико Фрайермут |

## Горнолыжный спорт
| Соревнование              | Золото                | Серебро              | Бронза                |
| ------------------------- | --------------------- | -------------------- | --------------------- |
| Мужской гигантский слалом | Макс Жюлен (SUI)      | Юре Франко (YUG)     | Андреас Венцель (LIE) |
| Мужской скоростной спуск  | Билл Джонсон (USA)    | Петер Мюллер (SUI)   | Антон Штайнер (AUT)   |
| Мужской слалом            | Фил Маре (USA)        | Стив Маре (USA)      | Дидье Буве (FRA)      |
| Женский гигантский слалом | Дебби Армстронг (USA) | Кристин Купер (USA)  | Перрин Пелан (FRA)    |
| Женский скоростной спуск  | Микела Фиджини (SUI)  | Мария Валлизер (SUI) | Ольга Харватова (TCH) |
| Женский слалом            | Паолетта Магони (ITA) | Перрин Пелан (FRA)   | Урсула Концетт (LIE)  |

## Конькобежный спорт
| Соревнование         | Золото                   | Серебро                 | Бронза                    |
| -------------------- | ------------------------ | ----------------------- | ------------------------- |
| Мужчины 500 метров   | Сергей Фокичев (URS)     | Ёсихиро Китадзава (JPN) | Гаэтан Буше (CAN)         |
| Мужчины 1000 метров  | Гаэтан Буше (CAN)        | Сергей Хлебников (URS)  | Кай Арне Энгельстад (NOR) |
| Мужчины 1500 метров  | Гаэтан Буше (CAN)        | Сергей Хлебников (URS)  | Олег Божьев (URS)         |
| Мужчины 5000 метров  | Томас Густафсон (SWE)    | Игорь Малков (URS)      | Рене Шёфиш (GDR)          |
| Мужчины 10000 метров | Игорь Малков (URS)       | Томас Густафсон (SWE)   | Рене Шёфиш (GDR)          |
| Женщины 500 метров   | Криста Ротенбургер (GDR) | Карин Энке (GDR)        | Наталья Глебова (URS)     |
| Женщины 1000 метров  | Карин Энке (GDR)         | Андреа Шёне (GDR)       | Наталья Петрусёва (URS)   |
| Женщины 1500 метров  | Карин Энке (GDR)         | Андреа Шёне (GDR)       | Наталья Петрусёва (URS)   |
| Женщины 3000 метров  | Андреа Шёне (GDR)        | Карин Энке (GDR)        | Габи Шёнбрунн (GDR)       |

## Лыжное двоеборье
| Соревнование                 | Золото             | Серебро                 | Бронза              |
| ---------------------------- | ------------------ | ----------------------- | ------------------- |
| Мужская индивидуальная гонка | Том Сандберг (NOR) | Йоуко Карьялайнен (FIN) | Юкка Юлипулли (FIN) |

## Лыжные гонки
| Соревнование     | Золото                                                                        | Серебро                                                                           | Бронза                                                                                 |
| ---------------- | ----------------------------------------------------------------------------- | --------------------------------------------------------------------------------- | -------------------------------------------------------------------------------------- |
| Мужчины, 15 км   | Гунде Сван (SWE)                                                              | Аки Карвонен (FIN)                                                                | Харри Кирвесниеми (FIN)                                                                |
| Мужчины, 30 км   | Николай Зимятов (URS)                                                         | Александр Завьялов (URS)                                                          | Гунде Сван (SWE)                                                                       |
| Мужчины, 50 км   | Томас Вассберг (SWE)                                                          | Гунде Сван (SWE)                                                                  | Аки Карвонен (FIN)                                                                     |
| Мужская эстафета | Швеция: - Томас Вассберг - Бенни Кольберг - Ян Оттоссон - Гунде Сван          | СССР: - Александр Батюк - Александр Завьялов - Владимир Никитин - Николай Зимятов | Финляндия: - Кари Ристанен - Юха Мието - Харри Кирвесниеми - Аки Карвонен              |
| Женщины, 5 км    | Марья Лиса Хямяляйнен (FIN)                                                   | Берит Эунли (NOR)                                                                 | Квета Ериова (TCH)                                                                     |
| Женщины, 10 км   | Марья Лиса Хямяляйнен (FIN)                                                   | Раиса Сметанина (URS)                                                             | Бритт Петтерсен (NOR)                                                                  |
| Женщины, 20 км   | Марья Лиса Хямяляйнен (FIN)                                                   | Раиса Сметанина (URS)                                                             | Анне Ярен (NOR)                                                                        |
| Женская эстафета | Норвегия: - Ингер Хелене Нюбротен - Анне Ярен - Бритт Петтерсен - Берит Эунли | Чехословакия: - Дагмар Швубова - Бланка Паулу - Габриэла Свободова - Квета Ериова | Финляндия: - Пиркко Мяяття - Эйя Хюютияйнен - Марьо Матикайнен - Марья Лиса Хямяляйнен |

## Прыжки на лыжах с трамплина
| Соревнование        | Золото              | Серебро             | Бронза              |
| ------------------- | ------------------- | ------------------- | ------------------- |
| Нормальный трамплин | Йенс Вайсфлог (GDR) | Матти Нюкянен (FIN) | Яри Пуйкконен (FIN) |
| Большой трамплин    | Матти Нюкянен (FIN) | Йенс Вайсфлог (GDR) | Павел Плоц (TCH)    |

## Санный спорт
| Соревнование     | Золото                                     | Серебро                                      | Бронза                          |
| ---------------- | ------------------------------------------ | -------------------------------------------- | ------------------------------- |
| Мужчины-одиночки | Пауль Хильдгартнер (ITA)                   | Сергей Данилин (URS)                         | Валерий Дудин (URS)             |
| Мужчины-двойки   | ФРГ: - Ханс Штангассингер - Франц Вембахер | СССР: - Евгений Белоусов - Александр Беляков | ГДР: - Йёрг Хофман - Йохен Пицш |
| Женщины-одиночки | Штеффи Мартин (GDR)                        | Беттина Шмидт (GDR)                          | Уте Вайс (GDR)                  |

## Фигурное катание
| Соревнование              | Золото                                          | Серебро                                     | Бронза                                      |
| ------------------------- | ----------------------------------------------- | ------------------------------------------- | ------------------------------------------- |
| Мужское одиночное катание | Скотт Хэмилтон (USA)                            | Брайан Орсер (CAN)                          | Йозеф Сабовчик (TCH)                        |
| Женское одиночное катание | Катарина Витт (GDR)                             | Розалин Самнерс (USA)                       | Кира Иванова (URS)                          |
| Парное катание            | СССР: - Елена Валова - Олег Васильев            | США: - Китти Карратерс - Питер Карратерс    | СССР: - Лариса Селезнёва - Олег Макаров     |
| Танцы на льду             | Великобритания: - Джейн Торвилл - Кристофер Дин | СССР: - Наталья Бестемьянова - Андрей Букин | СССР: - Марина Климова - Сергей Пономаренко |

## Хоккей
| Соревнование   | Золото | Серебро | Бронза |
| -------------- | --- | --- | --- |
| Мужской турнир | СССР: - Зинэтула Билялетдинов - Михаил Васильев - Александр Герасимов - Николай Дроздецкий - Алексей Касатонов - Владимир Ковин - Александр Кожевников - Владимир Крутов - Игорь Ларионов - Сергей Макаров - Владимир Мышкин - Василий Первухин - Александр Скворцов - Сергей Стариков - Игорь Стельнов - Владислав Третьяк - Виктор Тюменев - Вячеслав Фетисов - Андрей Хомутов - Сергей Шепелев | Чехословакия: - Ярослав Бенак - Милослав Горжава - Иржи Грдина - Арнольд Кадлец - Ярослав Корбела - Иржи Кралик - Владимир Кигос - Иржи Лала - Игор Либа - Винцент Лукач - Душан Пашек - Павел Рихтер - Дариус Руснак - Владимир Ружичка - Радослав Свобода - Эдуард Увира - Милан Халупа - Владимир Цалдр - Франтишек Черник - Яромир Шиндел | Швеция: - Матс Валтин - Йёте Велитало - Петер Градин - Микаэль Йэльм - Йоран Линдблум - Томми Мёрт - Хокан Нордин - Томас Олен - Рольф Риддервалль - Томас Рундквист - Томас Сандстрём - Хокан Сёдергрен - Матс Телин - Микаэль Тельвен - Матс Хессель - Пер-Эрик Эклунд - Том Эклунд - Йенс Элинг - Бу Эриксон - Хокан Эрикссон |

## Лидеры по медалям

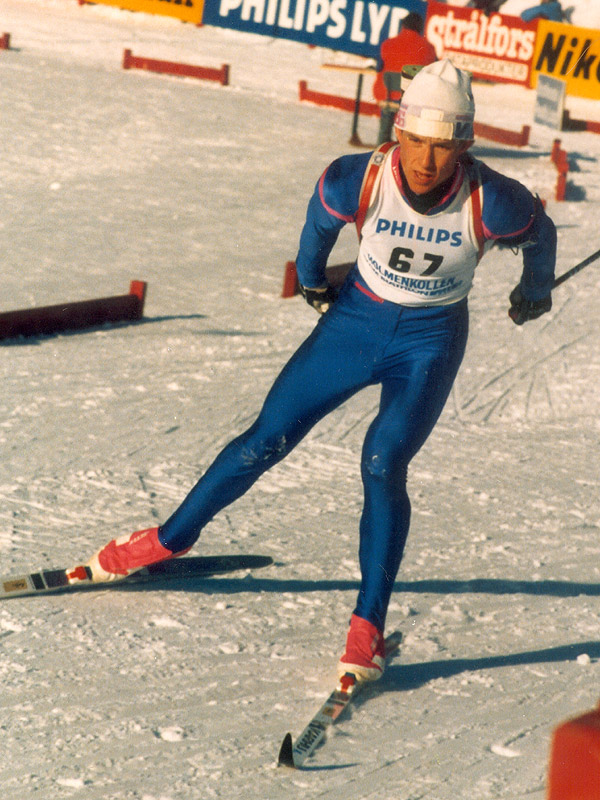
Норвежец Эйрик Квальфосс выиграл полный комплект медалей в биатлоне

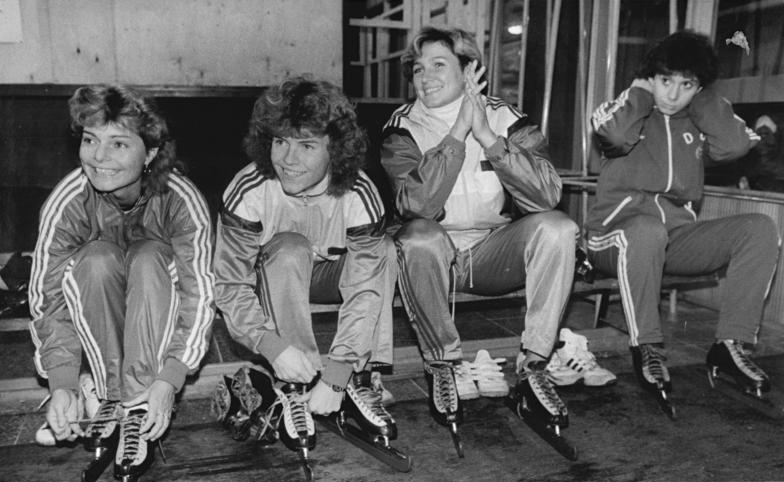
Восточногерманские конькобежки Андреа Шёне (первая слева) и Карин Энке (вторая справа) вошли в число самых успешных спортсменов Олимпиады в Сараево

В таблице представлены спортсмены, завоевавшие в Сараево не менее двух наград. По умолчанию таблица отсортирована по убыванию количества медалей. Для сортировки по другому признаку необходимо нажать рядом с названием столбца. Наибольшее число наград каждого вида выделено жирным шрифтом.
| Спортсмен             | Страна       | Дисциплина         | Золото | Серебро | Бронза | Всего |
| --------------------- | ------------ | ------------------ | ------ | ------- | ------ | ----- |
| Марья Лиса Хямяляйнен | Финляндия    | Лыжные гонки       | 3      | 0       | 1      | 4     |
| Карин Энке            | ГДР          | Конькобежный спорт | 2      | 2       | 0      | 4     |
| Гунде Сван            | Швеция       | Лыжные гонки       | 2      | 1       | 1      | 4     |
| Гаэтан Буше           | Канада       | Конькобежный спорт | 2      | 0       | 1      | 3     |
| Андреа Шёне           | ГДР          | Конькобежный спорт | 1      | 2       | 0      | 3     |
| Петер Ангерер         | ФРГ          | Биатлон            | 1      | 1       | 1      | 3     |
| Эйрик Квальфосс       | Норвегия     | Биатлон            | 1      | 1       | 1      | 3     |
| Аки Карвонен          | Финляндия    | Лыжные гонки       | 0      | 1       | 2      | 3     |
| Вольфганг Хоппе       | ГДР          | Бобслей            | 2      | 0       | 0      | 2     |
| Дитмар Шауэрхаммер    | ГДР          | Бобслей            | 2      | 0       | 0      | 2     |
| Томас Вассберг        | Швеция       | Лыжные гонки       | 2      | 0       | 0      | 2     |
| Берит Эунли           | Норвегия     | Лыжные гонки       | 1      | 1       | 0      | 2     |
| Томас Густафсон       | Швеция       | Конькобежный спорт | 1      | 1       | 0      | 2     |
| Игорь Малков          | СССР         | Конькобежный спорт | 1      | 1       | 0      | 2     |
| Матти Нюкянен         | Финляндия    | Прыжки с трамплина | 1      | 1       | 0      | 2     |
| Йенс Вайсфлог         | ГДР          | Прыжки с трамплина | 1      | 1       | 0      | 2     |
| Николай Зимятов       | СССР         | Лыжные гонки       | 1      | 1       | 0      | 2     |
| Анне Ярен             | Норвегия     | Лыжные гонки       | 1      | 0       | 1      | 2     |
| Бритт Петтерсен       | Норвегия     | Лыжные гонки       | 1      | 0       | 1      | 2     |
| Раиса Сметанина       | СССР         | Лыжные гонки       | 0      | 2       | 0      | 2     |
| Сергей Хлебников      | СССР         | Конькобежный спорт | 0      | 2       | 0      | 2     |
| Бернхард Леман        | ГДР          | Бобслей            | 0      | 2       | 0      | 2     |
| Богдан Музиоль        | ГДР          | Бобслей            | 0      | 2       | 0      | 2     |
| Александр Завьялов    | СССР         | Лыжные гонки       | 0      | 2       | 0      | 2     |
| Квета Ериова          | Чехословакия | Лыжные гонки       | 0      | 1       | 1      | 2     |
| Перрин Пелан          | Франция      | Горнолыжный спорт  | 0      | 1       | 1      | 2     |
| Наталья Петрусёва     | СССР         | Конькобежный спорт | 0      | 0       | 2      | 2     |
| Харри Кирвесниеми     | Финляндия    | Лыжные гонки       | 0      | 0       | 2      | 2     |
| Рене Шёфиш            | ГДР          | Конькобежный спорт | 0      | 0       | 2      | 2     |